# Улица Вамбола

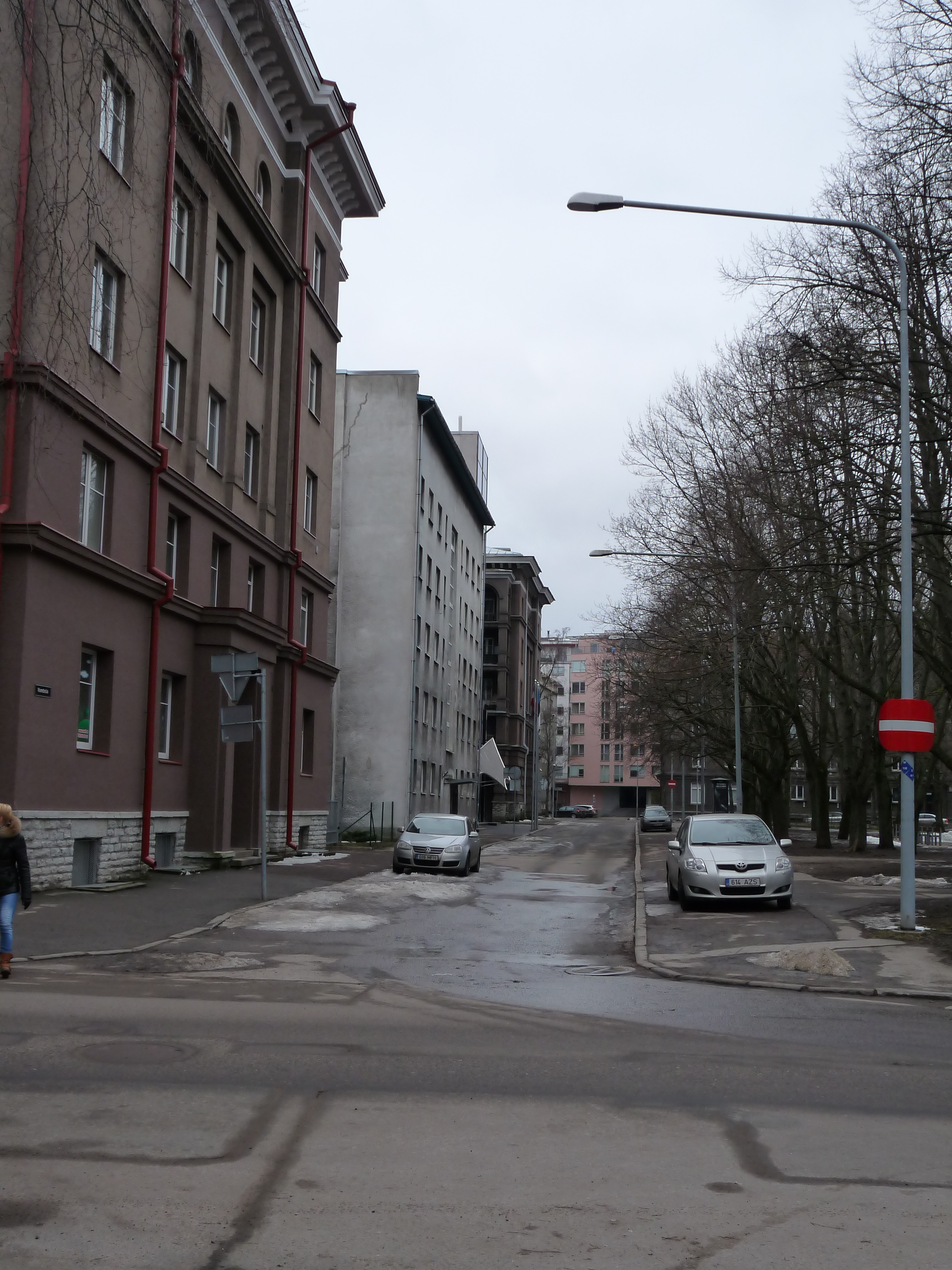
Улица Вамбола (эст. Vambola tänav).

Улица Вамбола (эст. Vambola tänav) — улица в микрорайоне Сибулакюла района Кесклинн Таллинна. Улица начинается от улицы Лембиту и проходит с юго-запада на северо-восток до улицы Антс Лаутери. 
Улица Вамбола имеет длину около 100 метров и является одной из 4-х улиц, очерчивающих Парк Лембиту.
По улице организовано одностороннее движение: от от улицы Лембиту в сторону улицы Антса Лаутери.

## Основные объекты
- Vambola tn 6 — посольство Австрии;

Актёр Юри Крюков жил на улице Вамбола.

## Названия улицы
Ранее название улицы было улица Вяйке-Балесна ( Kleine Balesnoi-Strasse, Малая Балясная улица ), которое официально было закреплено за ней 23 февраля 1882 года. Прежнее название этой улицы произошло от имени владельца дома Н.Б. Балеасного, отставного лейтенанта морского флота. 17-го числа эта улица стала улицей Вамбола, в январе 1923 года.
Журналист Ярослав Толстиков отмечает, что:
Вамбола — мифологическое эстонское имя. Люди с таким именем искренне верят в то, что они неуклонно соблюдают единственно возможный путь к счастью.